# باری (ایتالیا)
باری (به ایتالیایی: Bari) یکی از شهرهای ایتالیا و مرکز استان باری و ناحیهٔ پولیا بر کنارهٔ دریای آدریاتیک است.

## منابع

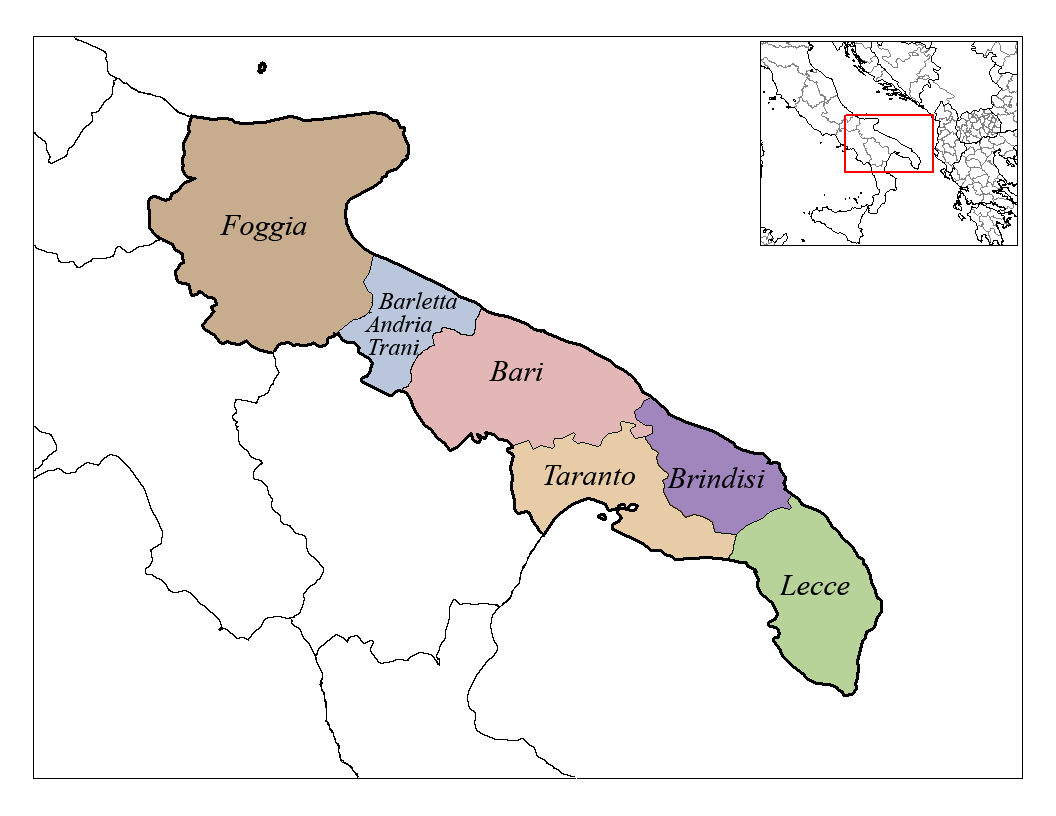